# Hong Jin-ho
Hong Jin-ho, noto anche con lo pseudonimo di YellOw (31 ottobre 1982), di StarCraft: Brood War.
Soprannominato Storm Zerg dai suoi fan, è noto per la sua rivalità con BoxeR e per non essere mai riuscito ad aggiudicarsi uno dei titoli maggiori (OSL, MSL e WCG), a dispetto di ben sei secondi posti.

## Biografia
La carriera di Yellow inizia nel 2000, e già nel 2001 riesce ad arrivare alla finale del Coca-Cola OSL, perdendo per 3-2 da BoxeR, dando inizio alla rivalità tra i due giocatori. Nel 2002 raggiunge le finali dei primi due KPGA tour, perdendole entrambe a favore di NaDa e BoxeR rispettivamente. Sempre nello stesso anno, raggiunge le semifinali di due OSL, e si aggiudica l'argento ai WCG 2002, perdendo ancora una volta in finale contro BoxeR. Nel 2003, raggiunge prima la finale dell'Olympus OSL, perdendo contro XellOs, e si aggiudica un secondo posto nel Trigem MSL, a favore di iloveoov. Il 16 giugno 2011, Hong annuncia il suo ritiro dalle competizioni.

## Statistiche
|            | Vittorie | Sconfitte | %      |
| ---------- | -------- | --------- | ------ |
| vs Terran  | 217      | 181       | 54,52% |
| vs Zerg    | 127      | 94        | 57,47% |
| vs Protoss | 146      | 96        | 60,33% |
| Totale     | 490      | 371       | 56,91% |

## Risultati
- 2001 Secondo al Coca-Cola OSL
- 2002 Secondo al KPGA 1st Tour
- 2002 Secondo al Reebok KPGA 2nd Tour
- 2002 Secondo ai World Cyber Games 2002
- 2003 Secondo all'Olympus OSL
- 2003 Secondo al TriGem MSL